# Brian Grant
Brian Wade Grant (Columbus, Ohio, 5 de marzo de 1972) es un exjugador de baloncesto estadounidense que jugó en la NBA desde 1994 hasta 2006 en 5 equipos diferentes. Con 2,06 metros de estatura, jugaba en la posición de ala-pívot.

## Trayectoria deportiva

### Universidad
Grant jugó cuatro temporadas en la Universidad de Xavier, donde finalizó como segundo máximo anotador de la historia de los Musketeers y ganó en dos ocasiones el premio al mejor jugador del año de la Midwest Collegiate Conference. Lideró a los Musketeers en anotación en sus cuatro años en el equipo y sus promedios totales fueron de 14.7 puntos y 9.2 rebotes con un 59.4% en tiros de campo. En su año júnior, Grant fue nombrado All-America y finalizó segundo en la nación en porcentaje de tiros de campo con un 65.4%. Durante la temporada promedió 18.5 puntos y 9.4 rebotes por partido, siendo su mejor año en Xavier.

### Profesional
Fue seleccionado en la 8.ª posición del Draft de la NBA de 1994 por Sacramento Kings. Brilló en su primera temporada en la NBA, asentándose como titular a las pocas semanas de competición. Grant promedió 13.2 puntos y 7.5 rebotes en 80 partidos, jugando 59 como titular, y con un 51.1% en tiros de campo. Jugó el Rookie Game del All-Star Weeekend y optó por el Rookie del Año al final de la temporada. En enero fue nombrado mejor rookie del mes tras promediar 15.8 puntos, 9.7 rebotes y 2.13 tapones durante el mes. En su segunda campaña en la liga lideró a los Kings en tapones con 1.32 por partido y anotó 14.4 puntos por noche, la segunda mejor marca en su carrera, y 7 rebotes. Disputó sus primeros playoffs en la NBA ante Seattle SuperSonics en primera ronda. En la campaña 1996-97 una lesión limitó a Grant, obligándole a perderse la mayor parte de la temporada. En verano se convertía en agente libre, y tras la intentona de los Kings por renovarle, Grant fichó por Portland Trail Blazers por 7 años a razón de 63 millones de dólares.
En sus dos primeros años en los Blazers continuó con su versión mostrada en los Kings, pero en su última temporada en los Blazers fue relegado al banquillo, promediando 7.3 puntos y 5.5 rebotes en 21 minutos de juego. En el verano de 2000, Grant renovó con el equipo por 7 años y 86 millones de dólares y al momento fue traspasado a Miami Heat en un intercambio a tres bandas. En los Heat de Pat Riley formó parte de uno de los mejores equipos de la Conferencia Este y en su primer año aportó 15.2 puntos y 8.8 rebotes en 82 partidos. Logró sus mejores marcas individuales en puntos, partidos jugados, minutos, tiros de campo anotados e intentados, tiros libres anotados, rebotes y robos de balón. Su mejor actuación llegó el 8 de noviembre de 2000 ante los Sonics, anotando 30 puntos y cogiendo 21 rebotes, y convirtiéndose en el vigésimo jugador en la historia de los Heat que consigue al menos 30 puntos y 15 rebotes. En la siguiente temporada sus números descendieron hasta los 9.3 puntos y 8 rebotes. 
El 14 de julio de 2004 fue traspasado a Los Angeles Lakers junto con Lamar Odom, Caron Butler y dos rondas de draft a cambio de Shaquille O'Neal. Ya en la cuesta abajo de su carrera, su aportación en los Lakers fue escasa, jugando 16.5 minutos por partido y agregando 3.8 puntos por noche. En agosto de 2005 firmó como agente libre con Phoenix Suns, donde pasó su última temporada como profesional. Al final de la temporada 2005-06 fue enviado a Boston Celtics con los derechos de Rajon Rondo por una futura primera ronda de draft, y, tras ser cortado por los Celtics, Grant anunció su retirada del baloncesto.
A lo largo de su carrera en la NBA, Grant promedió 10.5 puntos y 7.4 rebotes en los 756 partidos que disputó, 577 de ellos como titular. En 1999, además, ganó el Premio Mejor Ciudadano J. Walter Kennedy.

## Estadísticas de su carrera en la NBA

### Temporada regular
| Temp.   | Edad | Equipo      | Liga | P   | TIT | MIN  | TC  | TCA  | %TC  | 3P  | 3PA | %3P  | TL  | TLA | %TL  | R.OF. | R.DEF. | REB  | ASIS | ROB | TAP | PER | FP  | PTS  |
| 1994-95 | 22   | Sacramento  | NBA  | 80  | 59  | 28.6 | 5.2 | 10.1 | .511 | 0.0 | 0.1 | .250 | 2.9 | 4.5 | .636 | 2.6   | 4.9    | 7.5  | 1.2  | 0.6 | 1.5 | 2.0 | 3.5 | 13.2 |
| 1995-96 | 23   | Sacramento  | NBA  | 78  | 75  | 30.7 | 5.5 | 10.8 | .507 | 0.1 | 0.2 | .235 | 3.4 | 4.6 | .732 | 2.2   | 4.7    | 7.0  | 1.6  | 0.5 | 1.3 | 2.4 | 3.4 | 14.4 |
| 1996-97 | 24   | Sacramento  | NBA  | 24  | 15  | 25.3 | 3.8 | 8.6  | .440 | 0.0 | 0.0 |      | 2.9 | 3.8 | .778 | 2.0   | 3.9    | 5.9  | 1.2  | 0.8 | 1.0 | 1.8 | 3.1 | 10.5 |
| 1997-98 | 25   | Portland    | NBA  | 61  | 49  | 31.5 | 4.6 | 9.1  | .508 | 0.0 | 0.0 | .000 | 2.8 | 3.7 | .750 | 3.2   | 5.9    | 9.1  | 1.4  | 0.7 | 0.7 | 1.8 | 3.0 | 12.1 |
| 1998-99 | 26   | Portland    | NBA  | 48  | 46  | 31.8 | 3.8 | 8.0  | .479 | 0.0 | 0.0 |      | 3.8 | 4.7 | .814 | 3.6   | 6.2    | 9.8  | 1.4  | 0.4 | 0.7 | 2.0 | 2.8 | 11.5 |
| 1999-00 | 27   | Portland    | NBA  | 63  | 14  | 21.0 | 2.7 | 5.6  | .491 | 0.0 | 0.0 | .500 | 1.8 | 2.6 | .675 | 1.9   | 3.5    | 5.5  | 1.0  | 0.5 | 0.4 | 1.3 | 2.6 | 7.3  |
| 2000-01 | 28   | Miami       | NBA  | 82  | 79  | 33.8 | 5.9 | 12.3 | .479 | 0.0 | 0.0 | .000 | 3.4 | 4.3 | .797 | 2.6   | 6.1    | 8.8  | 1.2  | 0.7 | 0.9 | 2.1 | 3.6 | 15.2 |
| 2001-02 | 29   | Miami       | NBA  | 72  | 72  | 31.3 | 4.0 | 8.5  | .469 | 0.0 | 0.0 | .000 | 1.4 | 1.7 | .849 | 2.3   | 5.7    | 8.0  | 1.9  | 0.7 | 0.4 | 1.7 | 3.3 | 9.3  |
| 2002-03 | 30   | Miami       | NBA  | 82  | 82  | 32.2 | 4.2 | 8.2  | .509 | 0.0 | 0.0 |      | 1.9 | 2.5 | .771 | 2.9   | 7.3    | 10.2 | 1.3  | 0.8 | 0.6 | 1.6 | 3.7 | 10.3 |
| 2003-04 | 31   | Miami       | NBA  | 76  | 76  | 30.3 | 3.8 | 8.1  | .471 | 0.0 | 0.0 | .000 | 1.1 | 1.4 | .782 | 2.3   | 4.6    | 6.9  | 0.9  | 0.7 | 0.5 | 1.1 | 3.3 | 8.7  |
| 2004-05 | 32   | L.A. Lakers | NBA  | 69  | 8   | 16.5 | 1.5 | 3.0  | .493 | 0.0 | 0.0 |      | 0.8 | 1.1 | .722 | 1.5   | 2.3    | 3.7  | 0.5  | 0.3 | 0.3 | 0.6 | 2.5 | 3.8  |
| 2004-05 | 33   | Phoenix     | NBA  | 21  | 2   | 11.8 | 1.3 | 3.1  | .415 | 0.0 | 0.0 |      | 0.3 | 0.4 | .875 | 0.5   | 2.2    | 2.7  | 0.3  | 0.2 | 0.1 | 0.3 | 2.1 | 2.9  |
| Total   |      |             | NBA  | 756 | 577 | 28.3 | 4.1 | 8.4  | .490 | 0.0 | 0.0 | .214 | 2.3 | 3.1 | .746 | 2.4   | 5.0    | 7.4  | 1.2  | 0.6 | 0.7 | 1.6 | 3.2 | 10.5 |

### Playoffs
| Temp.   | Edad | Equipo     | Liga | P  | MIN  | TCA | TC  | 3PA | 3P | TLA | TL  | R.OF. | REB | ASIS | ROB | TAP | PER | FP  | PTS | %TC  | %3P  | %FT  | MIN  | PTS  | REB  | AST |
| 1995-96 | 23   | Sacramento | NBA  | 4  | 124  | 16  | 42  | 0   | 0  | 7   | 14  | 7     | 20  | 4    | 2   | 7   | 13  | 14  | 39  | .381 |      | .500 | 31.0 | 9.8  | 5.0  | 1.0 |
| 1997-98 | 25   | Portland   | NBA  | 4  | 135  | 19  | 36  | 0   | 0  | 15  | 18  | 18    | 43  | 6    | 4   | 3   | 5   | 20  | 53  | .528 |      | .833 | 33.8 | 13.3 | 10.8 | 1.5 |
| 1998-99 | 26   | Portland   | NBA  | 13 | 482  | 63  | 119 | 0   | 0  | 45  | 72  | 34    | 119 | 14   | 10  | 16  | 21  | 48  | 171 | .529 |      | .625 | 37.1 | 13.2 | 9.2  | 1.1 |
| 1999-00 | 27   | Portland   | NBA  | 16 | 320  | 29  | 65  | 0   | 0  | 29  | 39  | 37    | 92  | 8    | 6   | 6   | 17  | 53  | 87  | .446 |      | .744 | 20.0 | 5.4  | 5.8  | 0.5 |
| 2000-01 | 28   | Miami      | NBA  | 3  | 84   | 10  | 24  | 0   | 0  | 10  | 14  | 6     | 24  | 1    | 0   | 5   | 6   | 9   | 30  | .417 |      | .714 | 28.0 | 10.0 | 8.0  | 0.3 |
| 2003-04 | 31   | Miami      | NBA  | 13 | 399  | 42  | 98  | 0   | 1  | 8   | 14  | 45    | 112 | 10   | 7   | 8   | 18  | 51  | 92  | .429 | .000 | .571 | 30.7 | 7.1  | 8.6  | 0.8 |
| 2005-06 | 33   | Phoenix    | NBA  | 5  | 12   | 1   | 3   | 0   | 0  | 0   | 2   | 2     | 2   | 0    | 0   | 0   | 0   | 7   | 2   | .333 |      | .000 | 2.4  | 0.4  | 0.4  | 0.0 |
| Total   |      |            | NBA  | 58 | 1556 | 180 | 387 | 0   | 1  | 114 | 173 | 149   | 412 | 43   | 29  | 45  | 80  | 202 | 474 | .465 | .000 | .659 | 26.8 | 8.2  | 7.1  | 0.7 |

## Vida personal
En noviembre de 2005 le fue diagnosticada la enfermedad de Parkinson, cuyos primeros síntomas se habían producido en el verano anterior, y que decidió hacer público en 2009.